# Teucholabis omissinervis
Teucholabis omissinervis är en tvåvingeart som beskrevs av Alexander 1921. Teucholabis omissinervis ingår i släktet Teucholabis och familjen småharkrankar.
Artens utbredningsområde är Peru. Inga underarter finns listade i Catalogue of Life.